# Texas and Pacific Railway
Le Texas and Pacific Railway (sigle de l'AAR: TP), connu sous le nom de T&P, fut créé en 1871 dans le but de construire une ligne transcontinentale entre le Texas et la Californie. Retardé par les difficultés de la construction, Jay Gould prit des parts en 1879 et décida de connecter le T&P au Southern Pacific Railroad à Sierra Blanca, Texas en 1881. Le Missouri Pacific Railroad, également contrôlé par Gould, commença par louer le T&P de 1881 à 1885, puis poursuivit une politique de coopération avant d'en prendre le contrôle en 1928, et de le fusionner en 1976.

## Histoire

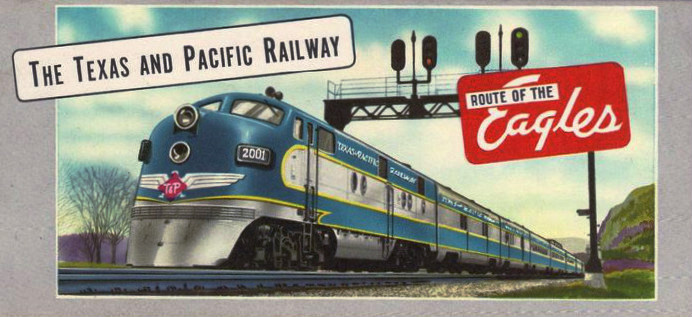
Ticket de Texas and Pacific Railway

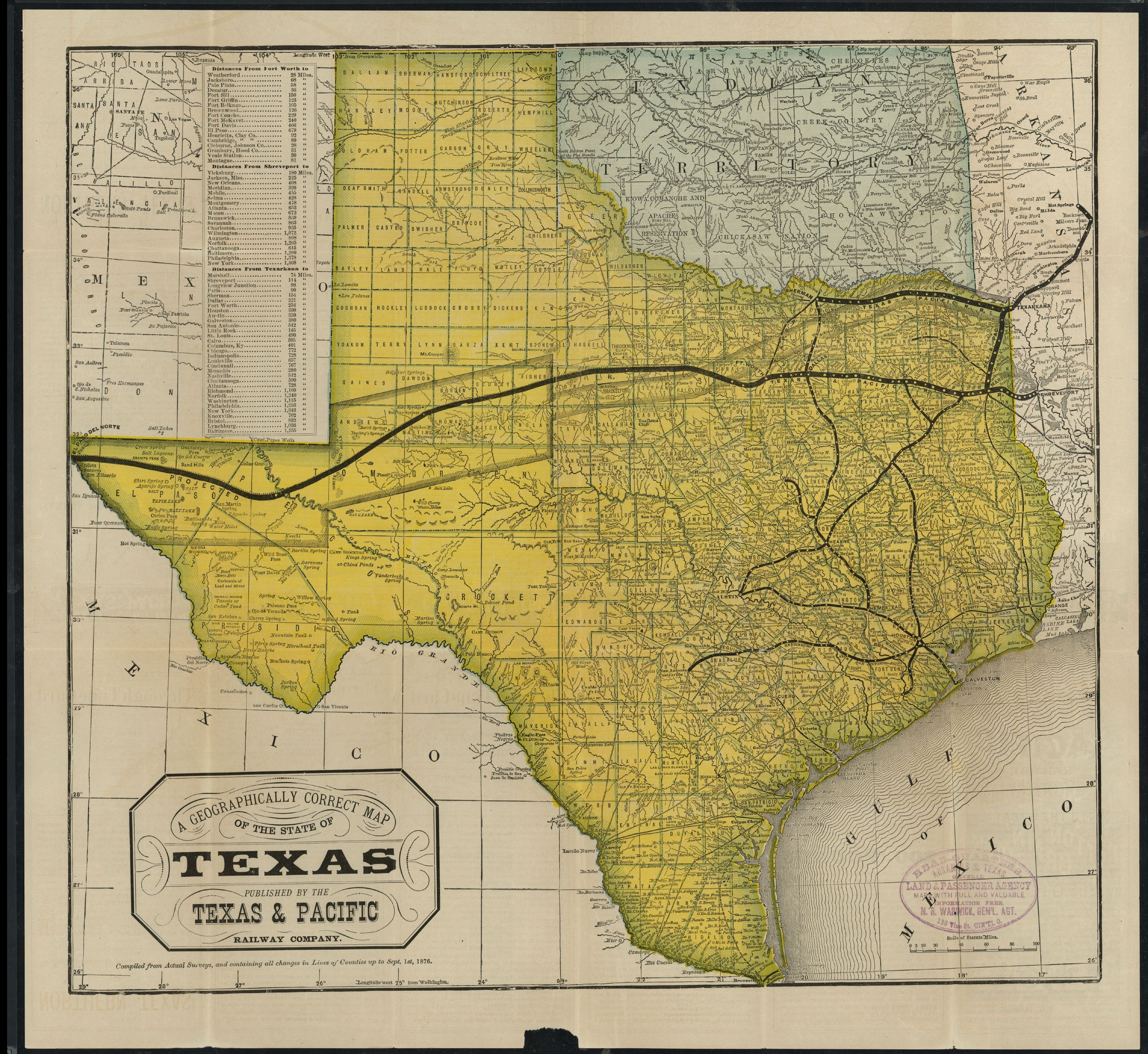
Carte de Texas and Pacific Railway, 1878

Le Texas Pacific Railroad fut créé le 3 mars 1871, dans le but de constituer une ligne transcontinentale dans le sud entre Marshall et San Diego, Californie. À cette fin, il acheta 2 compagnies locales : le Southern Pacific Railroad (qui n'avait rien à voir avec le Southern Pacific Railroad de la côte californienne), et le Southern Trans-Continental Railway, respectivement le 21 et le 30 mars 1872. Le 2 mai 1872, il prit le nom de Texas and Pacific Railway, et Thomas A. Scott, déjà président du Pennsylvania Railroad, fut nommé également à la présidence du T&P. Le 12 juin 1873, le T&P racheta le Memphis, El Paso & Pacific Railroad. La portion entre Longview et Dallas fut ouverte le 1er juillet 1873, puis la portion Marshall / Texarkana le 28 décembre 1873. Entre 1873 et 1881, le T&P construisit 1 560 km de voie. Jay Gould prit des parts en 1879.
Mais comme le T&P ne pouvait financer la construction de la ligne jusqu'à San Diego dans les délais qui lui étaient impartis, le Southern Pacific Railroad (SP) en profita pour prolonger sa ligne de la Californie jusqu'à Sierra Blanca, Texas, pour venir se connecter avec le T&P en 1881. Cependant entre Yuma et El Paso, Texas, le SP passait sur les terres allouées au T&P pour rejoindre la Californie. Des poursuites furent engagées par le T&P, et un accord de partage des voies et de coopération pour la construction de nouvelles lignes fut trouvé. La plupart des dispositions avantageuses pour le T&P furent ensuite annulées par la loi, car le T&P n'avait pas respecté les délais de construction imposés pour relier San Diego.
Le Missouri Pacific Railroad (contrôlé également par Jay Gould), loua le T&P de 1881 à 1885. Mais après cette date, la coopération se poursuivit entre ces 2 réseaux. 
En 1925, Lima Locomotive Works délivra des locomotives à vapeur 2-10-4 appelées pour l'occasion type "Texas". 
Le Missouri Pacific réussit à prendre le contrôle en 1928. Il ne fusionna le T&P que le 15 octobre 1976. Puis l'Union Pacific Railroad l'absorba à son tour le 22 décembre 1982, pour le fusionner en 1997.

## Les vestiges
Après des décennies d'inactivité, l'ancienne gare de voyageurs de Fort Worth fut remise en état en 2001, pour accueillir le train de banlieue du Trinity Railway Express reliant Dallas. Le reste de la gare ainsi que l'entrepôt de marchandise furent transformés en condominiums de luxe.

## Le Texas Pacific Land Trust
Il fut créé en 1888 dans le sillage de la faillite du T&P, afin de vendre de manière ordonnée et efficace les 14 000 km2 de terre que le chemin de fer avait reçues pour construire son réseau. Au 31 décembre 2006, le Trust, coté à la Bourse de New York sous le sigle TPL, est toujours le plus gros propriétaire foncier du Texas, avec une surface de 3 911 km2 répartie sur 20 comtés dans l'ouest du pays. Le Trust reçoit également des redevances versées par des exploitations pétrolières et gazières.